# Lars Teutenberg
Lars Teutenberg (* 2. September 1970 in Köln) ist ein deutscher Radrennfahrer.

## Sportliche Laufbahn
Lars Teutenberg wurde dreimal Deutscher Meister auf der Bahn und gewann zahlreiche weitere Medaillen. 1988 wurde er Meister in der Mannschaftsverfolgung  mit Torsten Schmidt, Holger Stach und Andreas Beikirch. Diesen Erfolg wiederholte er 1993 mit Guido Fulst, Stefan Steinweg und Erik Weispfenning. 2002 wurde er deutscher Meister im Zweier-Mannschaftsfahren mit Frank Kowatschitsch.
Auf der Straße gewann er mehrere Etappenrennen: 1992 die Tour du Hainaut, 1998 die Internationale Thüringen Rundfahrt und 2002 die Cinturón a Mallorca und den Cinturó de l’Empordà. 2003 gewann er Rund um Düren. Bei den Deutschen Straßen-Radmeisterschaften 2007 wurde er deutscher Vize-Meister im Einzelzeitfahren.
Lars Teutenberg bestritt von 1993 bis 2009 92 Sechstagerennen, von denen er allerdings keines gewann. Seine beste Platzierung war ein vierter Platz in Stuttgart 2004 mit Frank Kowatschitsch und seinem Bruder Sven Teutenberg.
In den Jahren 1996, 1999 und 2002 stellte Lars Teutenberg Weltrekorde auf Human Powered Vehicles über eine Stunde und 100 Kilometer auf.
Nach seinem Rücktritt vom Sechstagerennsport startete Lars Teutenberg weiterhin in Einzelzeitfahren auf der Straße: So trat er 2012 zur Deutschen Meisterschaft im Einzelzeitfahren an und wurde im Alter von 41 Jahren Dritter hinter Tony Martin und Bert Grabsch; 2013 belegte er Rang vier. 2014 wurde er NRW-Landesmeister im Zeitfahren und errang im gleichen Jahr abermals den dritten Platz bei der deutschen Meisterschaft in dieser Disziplin. 2014 wurde er deutscher Vize-Meister im Dernyrennen, hinter Schrittmacher Torsten Rellensmann und Dritter bei den Deutschen Zeitfahrmeisterschaften 2014. Hierauf wurde er für das Einzelzeitfahren der Straßen-Weltmeisterschaften nominiert, bei welchen er den 48. Platz belegte. 2017 wurde er im Alter von 46 Jahren bei den deutschen Straßenmeisterschaften im Zeitfahren 15.

## Berufliches
Lars Teutenberg ist seit 2018 Performance Director / Sports Director im Frauen-Radsportteam Canyon SRAM Racing (Stand 2022). Von 2016 bis 2018 war er Performance Director bei Bora-hansgrohe. Davor war er Technical Team Support Road bei Scott Sports SA und unterstützte in dieser Funktion Matthias Brändle bei dessen erfolgreichem Stundenweltrekordversuch.

## Familie
Lars Teutenberg entstammt einer Radsportfamilie: Sein Vater Horst (1938–2021) war Jugendleiter und Stützpunkttrainer in Nordrhein-Westfalen. Neben seinem Bruder Sven war auch seine Schwester Ina-Yoko, seine Tochter Lea Lin und sein Sohn Tim Torn als Radrennfahrer erfolgreich.

## Erfolge

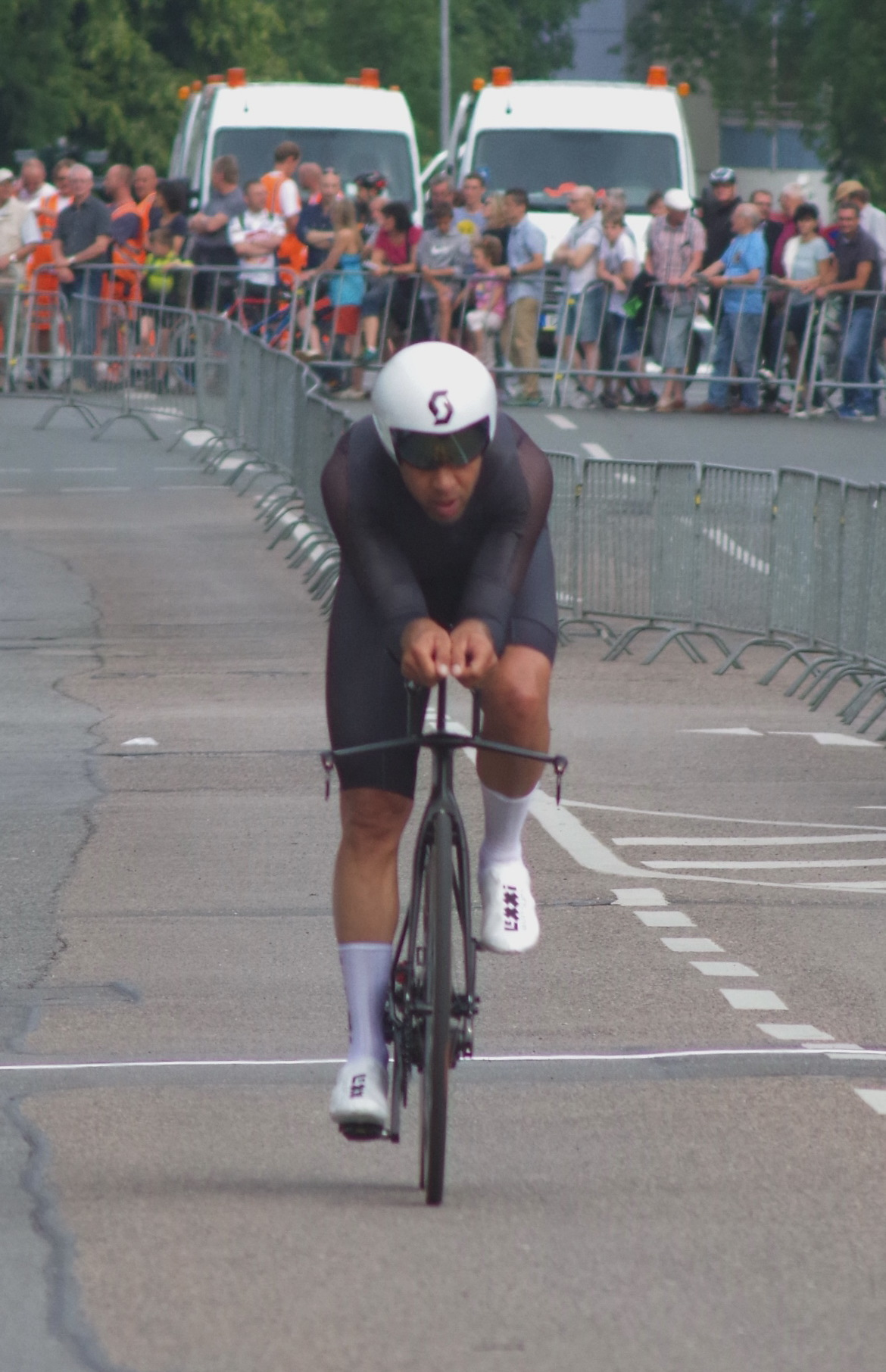
Teutenberg im Einzelzeitfahren der deutschen Straßenmeisterschaft 2017

### Bahn
1988
- Deutscher Amateur-Meister – Mannschaftsverfolgung (mit Torsten Schmidt, Holger Stach und Andreas Beikirch)

1993
- Deutscher Meister – Mannschaftsverfolgung (mit Guido Fulst, Erik Weispfennig und Stefan Steinweg), Dernyrennen

2002
- Deutscher Meister – Zweier-Mannschaftsfahren (mit Frank Kowatschitsch)

### Straße
1992
- Gesamtwertung Tour du Hainaut

1998
- Gesamtwertung und eine Etappe Internationale Thüringen Rundfahrt

2001
- eine Etappe Cinturón a Mallorca
- eine Etappe Japan-Rundfahrt

2003
- Gesamtwertung Cinturón a Mallorca
- Gesamtwertung und eine Etappe Cinturó de l’Empordà

2007
- Deutsche Zeitfahrmeisterschaften

2012
- Deutsche Zeitfahrmeisterschaften